# Renaud I., burgundski grof
Renaud I. (986. – 1057.) bio je drugi grof grofovije Burgundije.
Bio je sin Ota Vilima iz kuće Ivrea i njegove supruge, grofice Ermentrude od Roucyja, kćeri grofa Renauda, po kojem je nazvan.
1016. Renaud je oženio Alisu. Ona je bila kći normanskog vojvode. Bili su roditelji djece:
- Vilim I., burgundski grof
- Guy (Gui)[5] – pokušao je svrgnuti svog brata Vilima
- Hugo (? – o. 1086.)
- Fouques